# Lô Thủy
Lô Thủy (泸水市; bính âm: Lúshuǐ Shì) là một thành phố cấp huyện thuộc châu tự trị dân tộc Lật Túc Nộ Giang thuộc tỉnh Vân Nam, Trung Quốc.

## Trấn
- Lục Khố (六库镇)
- Lỗ Chưởng (鲁掌镇)
- Phiến Mã (片马镇)

## Hương
- Thượng Giang (上江乡)
- Đại Vĩnh Địa (大兴地乡)
- Xưng Cán (称杆乡)
- Cổ Đăng (古登乡)

## Hương dân tộc
- Hương dân tộc Bạch Lão Oa (老窝白族乡)
- Hương dân tộc Bạch Lạc Bản Trác (洛本卓白族乡)